# Matthias Kroh
Matthias Kroh es un deportista de la RDA que compitió en vela en la clase Flying Dutchman. Ganó una medalla de bronce en el Campeonato Europeo de Flying Dutchman de 1989.

## Palmarés internacional
| \| Campeonato Europeo \| Campeonato Europeo \| Campeonato Europeo \| Campeonato Europeo \| \| Año \| Lugar \| Medalla \| Clase \| \| ------------------ \| ---------------------- \| ------------------ \| ------------------ \| \| 1989 \| Balatonfüred (Hungría) \| Medalla de bronce \| Flying Dutchman \| |                        |                   |                 |
| Campeonato Europeo |                        |                   |                 |
| Año | Lugar                  | Medalla           | Clase           |
| 1989 | Balatonfüred (Hungría) | Medalla de bronce | Flying Dutchman |